# Francisco Suárez
Francisco Suárez de Toledo Vázquez de Utiel y González de la Torre, conocido como Doctor Eximius (Granada, 5 de enero de 1548-Lisboa, 25 de septiembre de 1617), fue un teólogo, filósofo y jurista jesuita español. Una de las principales figuras del movimiento de la Escuela de Salamanca, fue considerado uno de los mayores escolásticos, junto a Francisco de Vitoria, del pensamiento de la llamada primera globalización. También fue uno de los primeros occidentales modernos en tratar el contrato social.
Su trabajo se considera un punto de inflexión en la historia del Segundo escolasticismo, que marca la transición de la escolástica a la filosofía moderna. Según Christopher Shields y Daniel Schwartz, «figuras tan distintas entre sí en el lugar, el tiempo y la orientación filosófica como Leibniz, Grocio, Pufendorf, Schopenhauer y Heidegger encontraron razones para citarlo como fuente de inspiración e influencia».

## Biografía

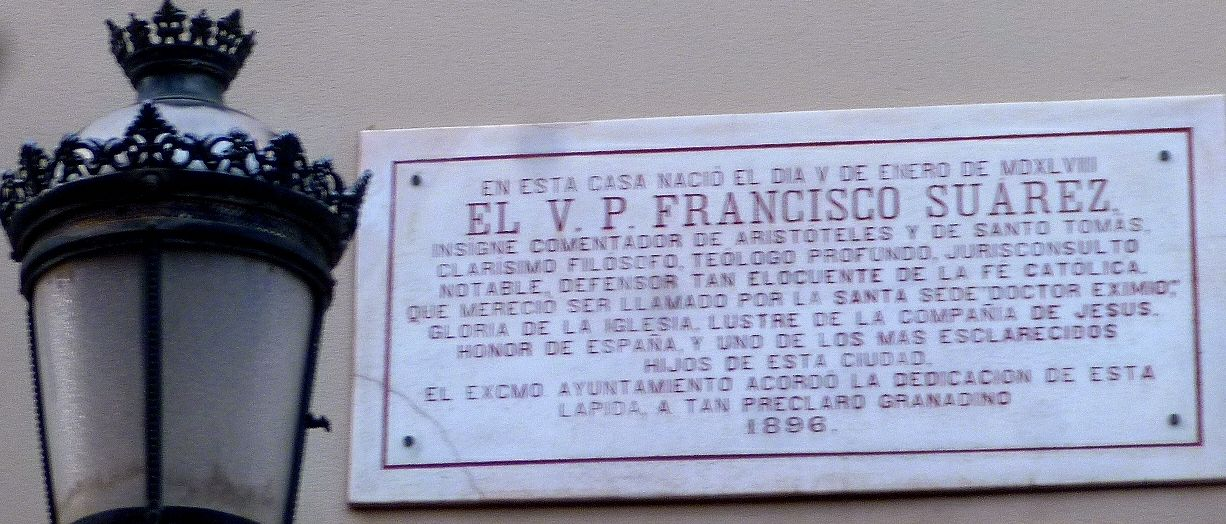
Placa memorial del nacimiento del P. Suárez en Granada

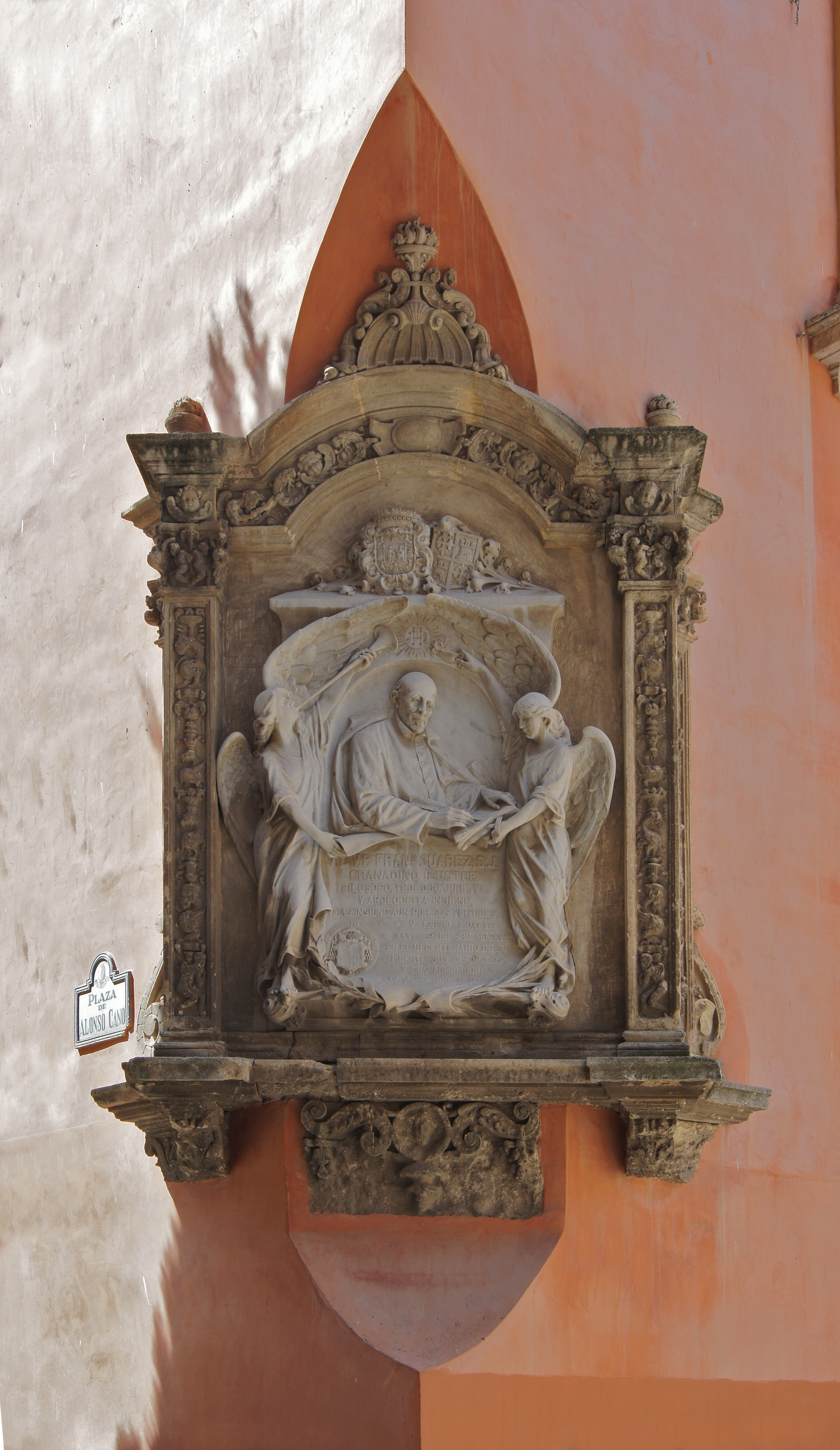
Monumento en Granada, España.

Fue el hijo menor de una familia hidalga formada por el abogado Gaspar Suárez de Toledo y su mujer Antonia Vázquez de Utiel. El tío de Suárez, Francisco de Toledo Herrera, fue un destacado profesor de filosofía que se convirtió en el primer cardenal jesuita.
Nació en Granada en 1548 y, siguiendo la tradición paterna, marchó a Salamanca para estudiar leyes en 1561, cuando resonaban aún las enseñanzas de Francisco de Vitoria y sus discípulos, pero, impresionado por la predicación del jesuita Juan Ramírez en la Cuaresma de 1564, ingresó en el noviciado que la Compañía de Jesús tenía en Medina del Campo, aunque fue rechazado en un principio a causa de su falta de vivacidad intelectual. Recibido, sin embargo, con el estatuto de indiferente, que equivalía a que se determinaría con posterioridad su valía como sacerdote o como hermano, demostró luego suficiente genio como para desarrollar una de las carreras intelectuales más brillantes de su tiempo. Prosiguió sus estudios en el colegio jesuita de Salamanca en 1570, donde fue discípulo del padre Martín Gutiérrez, y estudió filosofía, derecho y teología.
Enseñó filosofía en Segovia, donde se ordenó sacerdote en 1572, y tras una breve estancia en Ávila en 1575 como profesor de teología marchó a Valladolid en 1576, en cuyo Colegio jesuítico comentó la parte I de la Suma teológica del dominico Santo Tomás de Aquino de 1576 a 1580, pero no un comentario servil y de mera repetición, sino de profundización y distanciándose de sus posturas cuando creía que no obedecían a la razón respetando sus principios.
En 1580 fue llamado a Roma para enseñar teología en el Colegio jesuita de Roma, antecedente de la universidad Gregoriana; allí compuso bastantes tratados teológicos, de los que se conservan apuntes publicados e inéditos, y dio clases hasta 1585; Sergio Rábade piensa que en el curso 1582-1583 debió escribir su De gratia. Estuvo muy unido al cardenal Belarmino, antiguo discípulo de Juan de Mariana, así como al papa, Gregorio XIII, y también conoció al matemático Cristóbal Clavio y a humanistas como Orazio Torsellini y Niccolò Orlandini; por otra parte, entre sus discípulos tuvo a Mucio Vitelleschi, luego General de la Compañía, y al teólogo Leonardo Lesio. Pero el clima húmedo de Roma agravaba su reúma y le amenazaba con una tuberculosis; sus superiores, asustados por sus achaques, le ordenaron trasladarse a enseñar a la más seca Alcalá de Henares por medio de una permuta con el padre jesuita Gabriel Vázquez, un teólogo gran especialista en Agustín de Hipona con quien por cierto no simpatizaba; allí estuvo, entre 1585 y 1592, muy bien cuidado y respetado por sus superiores, algo que despertó los recelos y envidias de Vázquez cuando retornó a Alcalá, según se infiere de las correspondencia conservada de ambos. Empezó entonces a preparar la edición de sus primeras obras, que le valieron dificultades con censores dominicos como Avendaño e incluso jesuitas como el citado Gabriel Vázquez y su antiguo discípulo Leonardo Lessius. En 1593 volvió a Salamanca para enseñar, y terminó al fin su carrera, por expresa petición del rey Felipe II, en la Universidad de Coímbra, donde entró en 1597, el mismo año en que se editaron sus famosísimas Disputationes metaphysicae. La jubilación le llegó en 1615; entonces fue a Lisboa, donde dos años después falleció. Fue enterrado en dicha ciudad, en la Iglesia de San Roque, que se encuentra en el Bairro Alto.
Hombre de una gran cultura y erudición griega, latina, árabe y hebrea, pudo asimilarla toda, ordenarla, simplificarla y eliminar de ella verbalismos ociosos. Fue llamado Doctor Eximius et Pius y gozó de enorme autoridad, revitalizando la ya decaída escolástica, que compendió en su obra principal, sus Disputationes metaphysicae (1597), donde repiensa toda la tradición especulativa anterior, sintetizando además la metafísica grecorromana como una disciplina autónoma e independiente. Puede considerarse este libro como la primera construcción sistemática de la metafísica después de Aristóteles. Por ello ejerció una influencia considerable en el pensamiento posterior como el más moderno de los escolásticos.
Dentro de la escolástica surgió una escuela que se conoce con su nombre, el Suarismo, que se considera seguidora del pensamiento de Tomás de Aquino, pero en varios puntos no concordante con el resto de los tomistas.
En su gran obra jurídica Tractatus de legibus ac Deo legislatore, muy fecunda para la doctrina iusnaturalista y el derecho internacional, se encuentra ya la idea del contrato social, y realiza un análisis más avanzado que sus precursores del concepto de soberanía: el poder es dado por Dios a toda la comunidad política y no solamente a determinadas personas, con lo que esboza el principio de la democracia contra cesaristas, legistas, maquiavelistas y luteranistas. Distingue entre ley eterna, ley natural, derecho de gentes, ley positiva humana (derecho civil y derecho canónico) y ley positiva divina (la del Antiguo y Nuevo Testamento).
Francisco Suárez fue, junto con San Roberto Belarmino, uno de los teólogos que con mayor autoridad y brillantez formularon el derecho a la resistencia armada frente a un poder injusto.
También escribió De anima, De Deo uno et trino y Defensio fidei catholicae et apostolicae adversus Anglicanae sectae errores.

Prima pars Summae theologiae. De Deo vno et trino (1607).

En 1917, coincidiendo con el III centenario de la muerte de Francisco Suárez, el Partido Integrista publicó la primera traducción castellana de la obra Defensa de la fe católica contra los errores de la iglesia anglicana.

## Pensamiento filosófico
Sus logros filosóficos más importantes fueron en el campo de la metafísica y la filosofía del derecho. Suárez puede ser considerado como el mayor representante de la Escuela de Salamanca en su etapa jesuita. Adhirió un tomismo crítico (no un mero repetidor, sino un crítico profundizador a partir de sus mismos principios) y una  superación de la escuela tomista de su época, así como de las escuelas nominalistas y escotistas, desarrollando la metafísica como una investigación sistemática.

### Metafísica
Para Suárez, la metafísica es la ciencia del ente real, que comprende las esencias reales (y de la existencia). Sostuvo (junto con los primeros escolásticos) que en Dios la esencia y la existencia se identifican (véase argumento ontológico) y estuvo de acuerdo con Tomás de Aquino que la esencia y la existencia en los seres finitos se distinguen realmente (en el sentido que tal distinción proviene de la realidad y no es producto de una ficción), pero en desacuerdo con otros, de la escuela tomista, en que la esencia y la existencia de los seres finitos son realmente distintas (en el sentido de separables). Sostuvo el doctor Eximio que en realidad, la esencia y la existencia, no son más que conceptualmente distintas: en lugar de ser realmente separables, solo pueden ser concebidas como lógicamente separadas.

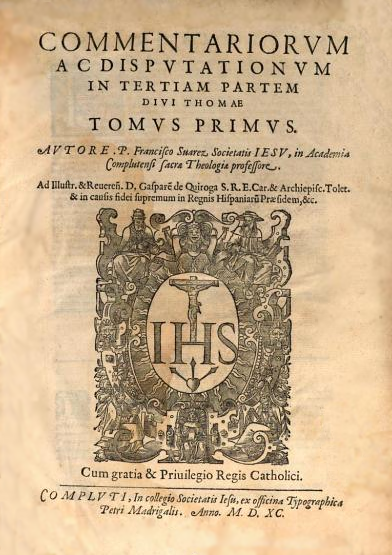
Commentariorum ac disputationum in tertiam partem divi Thomae (1590).

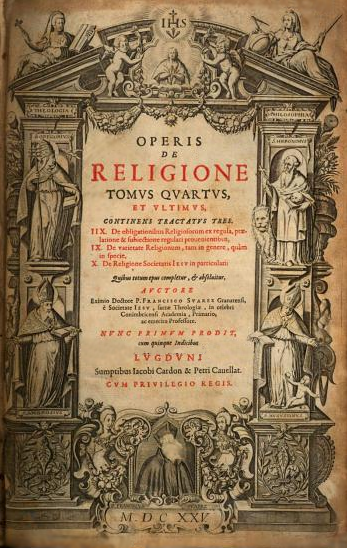
Operis de religione (1625).

Sobre el tema polémico de los universales, "hace de su filosofía una superación y rechazo de ambas escuelas". a saber, del realismo de Juan Duns Escoto y el nominalismo de Guillermo de Ockham, de tal manera que su concepción de los universales y del singular es anti escotista y anti nominalista, teniendo una posición "inspirada, en detrimento de la escuela nominalista y escotista, en Santo Tomás de Aquino" Falsamente e injustamente clasificado como un nominalista moderado ha sido por varios autores (Esta acusación nominalista tiene principalmente su génesis en León Mahieu, Gallus Manser OP, y los jesuitas José Marechal y Carlos Giacon), pero su admisión de precisión objetiva (praecisio obiectiva) lo coloca con los realistas moderados. Para Suárez, la única unidad verdadera y real en el mundo de las existencias es el individuo, al afirmar que el universal existe separado ex parte rei sería reducir las personas a meros accidentes de una forma indivisible. Suárez sostiene que aunque la humanidad de Sócrates no difiere de la de Platón, no constituyen una realiter y que la humanidad misma no consiste en muchas unidades formales (en este caso, las humanidades) ya que hay personas y éstas no constituyen un hecho, sino sólo una unidad esencial o ideal. La unidad formal, sin embargo, no es una creación arbitraria de la mente, sino que existe en la naturaleza de las cosas, previo a cualquier operación del intelecto.
Su trabajo metafísico es un notable esfuerzo de establecer un tomismo crítico, que permita superar las dificultades gnoseológicas y metodológicas que  el escotismo y nominalismo habían planteado, pero no habían solucionado. También es un comentarista profundo de las obras altomedievales y árabes. Pudo disfrutar de la reputación de ser el más grande metafísico de su tiempo. De este modo fundó una corriente propia: el suarecianismo, cuyas principales tesis son:
- El principio de individuación por la propia entidad concreta de los seres.
- La materia es potencia pura, pero receptiva.
- Lo singular como el objeto del conocimiento intelectual directo.
- Un distinctio rationis ratiocinatae entre la esencia y la existencia de los seres creados.
- La posibilidad de que la sustancia espiritual solo sea numéricamente distinta entre unos y otros.
- La ambición de la unión hipostática como el pecado de los ángeles caídos.
- La encarnación del Verbo, incluso si Adán no hubiera pecado.
- La solemnidad del voto solamente en el derecho eclesiástico.
- El sistema de congruismo que modifica el molinismo por la introducción de circunstancias subjetivas, así como de lugar y de tiempo, que propicia la acción de la Gracia eficaz, y con la predestinación ante praevisa merita.
- La posibilidad de arribar a la misma verdad por la ciencia y la fe.
- La creencia en la autoridad divina contenida en un acto de fe.
- La transformación del pan y el vino en el cuerpo y sangre de Cristo por la transubstanciación, constituye el sacrificio eucarístico.
- La Gracia de la Santísima Virgen María es superior a la de los ángeles y santos juntos.

Suárez realizó una clasificación importante de esto en Disputationes Metaphysicae (1597), que influyó en el desarrollo de la teología dentro del catolicismo (su compañero, Pedro da Fonseca tuvo un poderoso efecto sobre el pensamiento escolástico protestante en los siglos XVI y XVII). En la segunda parte del libro, las disputas 28-53, Suárez fija la distinción entre ens infinitum (Dios) y ens finitum (seres creados). La primera división del ser es entre el ens infinitum y finitum ens. No solo se puede dividir entre ser infinito y ser finito, sino que también se puede dividir en ens a se ab alio y ens, es decir, es que es de sí mismo y es que es de otro. Una segunda distinción correspondiente al ens necessarium y ens contingens, es decir, ser necesario y ser contingente. Todavía formula otra distinción entre ens per essentiam y ens per participationem, es decir, ser que existe por razón de su esencia y es que solo existe por la participación en un ser que existe por sí mismo (eigentlich). Otra distinción es entre ens increatum y ens creatum, es decir, no creado y que se creó, o criatura, ser. Una última distinción es entre el ser como actus purus y ser como ens potentiale, es decir, como acto puro y ser como posible o potencial. Suárez decidió a favor de la primera clasificación de los seres en ens infinitum y finitum ens como la fundamental, en relación con los acuerdos de las otras clasificaciones.

### Teología

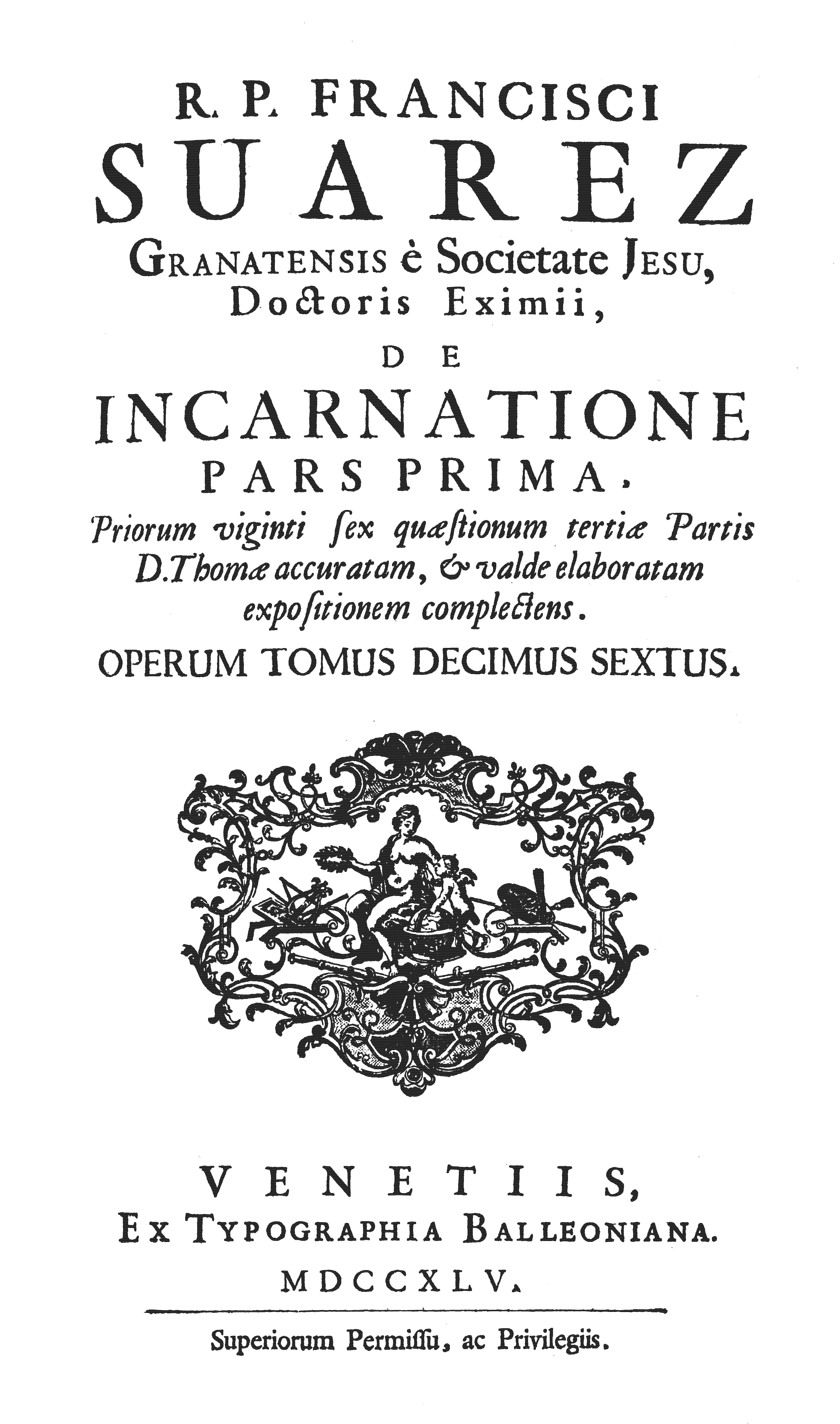
De incarnatione, pars prima (1745).

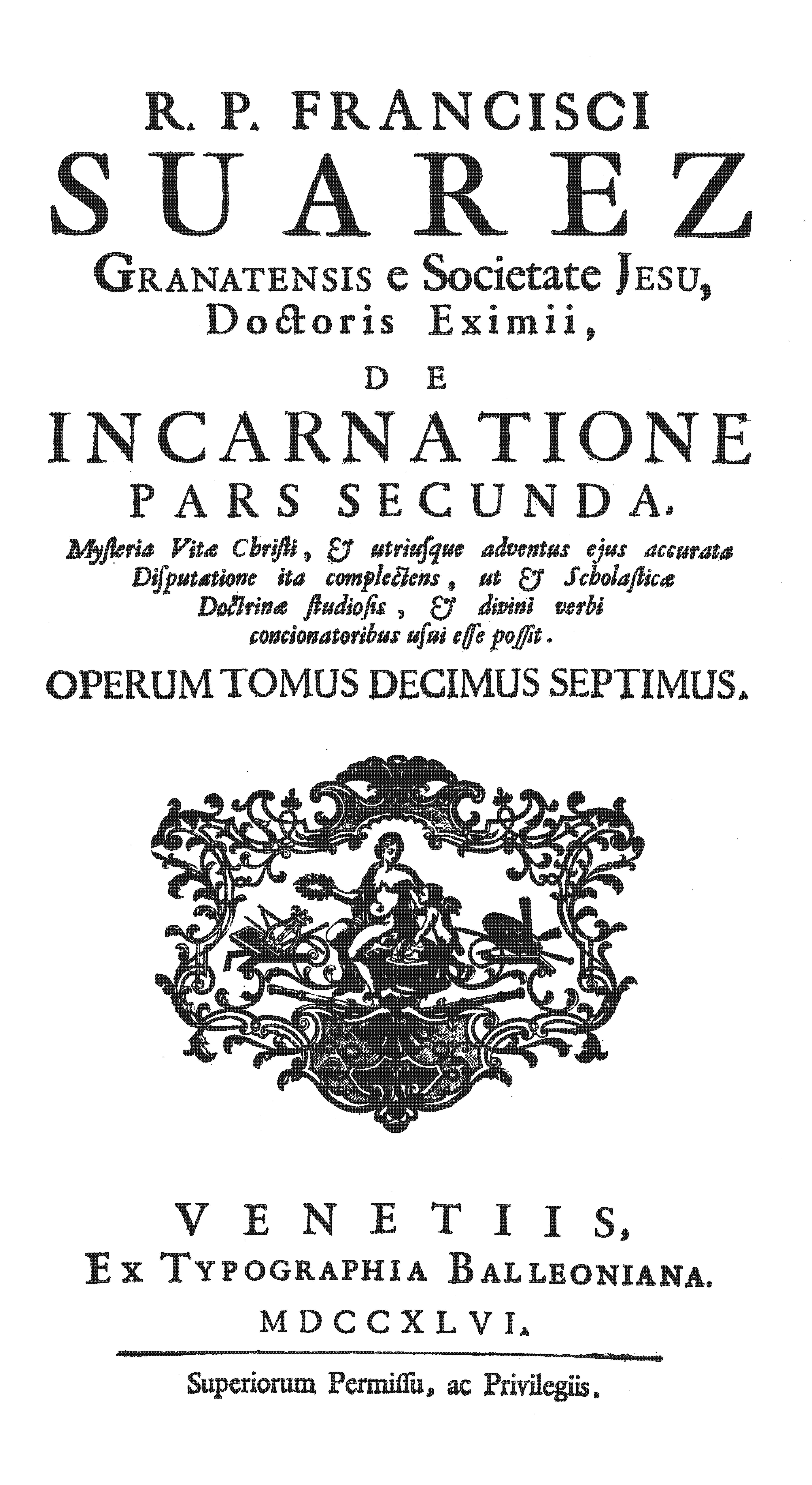
De incarnatione, pars secunda (1746).

En teología, Suárez se unió a la doctrina de Luis de Molina, el célebre profesor jesuita de Évora. Molina trató de conciliar la doctrina de la predestinación con la libertad de la voluntad humana y las enseñanzas de predestinación de los dominicanos al decir que esta es consecuencia de la presciencia de Dios de la libre determinación de la voluntad del hombre, que esta por tanto, no se ven afectados por el hecho de la predestinación tal. Suárez trató de reconciliar este punto de vista de las doctrinas más ortodoxas de la eficacia de la Gracia y la elección especial, sosteniendo que, aunque todos comparten una Gracia más que suficiente, no se concede a los elegidos una Gracia que está adaptada a sus disposiciones y a las circunstancias peculiares infaliblemente, aunque al mismo tiempo con toda libertad, se entregan a su influencia. Este sistema de mediatizar era conocido por el nombre de congruismo.

### Filosofía del Derecho
Aquí la principal importancia de Suárez proviene probablemente de su trabajo en la ley natural, y de sus argumentos sobre el derecho positivo y el status de un monarca. En su extensa obra Tractatus de legibus ac Deo legislatore (reimpreso en Londres, 1679) es hasta cierto punto, el precursor de Grocio y Samuel Pufendorf, al hacer una distinción importante entre el derecho natural y el derecho internacional, que veía como basados en la costumbre. A pesar de que su método es a través del escolasticismo, y trata sobre situaciones análogas, Grocio habla de él en términos de gran respeto. La posición fundamental de la obra es que todas las medidas legislativas, así como todo el poder paternal se deriva de Dios, y que la autoridad de todas las leyes se resuelve en la suya. Suárez refuta la teoría patriarcal de gobierno y el derecho divino de los reyes fundado en esta doctrina, muy popular en ese momento en Inglaterra y en cierta medida en el continente.
Argumentó en contra de la versión del contrato social que se convirtió en dominante en la modernidad temprana entre filósofos políticos como Thomas Hobbes y John Locke, difiriendo principalmente de ellos en la relación entre consentimiento constitutivo y obligación política, aunque revisiones apuntan a que estas diferencias podrían ser meramente interpretativas. Algunas de sus ideas encontraron eco en los más liberales, incluso entre los teóricos adherentes del contrato de Locke, que modificaron totalmente el contrato social suareziano, a saber, quitándole a Dios y dejando de lado el subjectum sine qua non, la naturaleza de animal político (social).[cita requerida]
En 1613, a instancias del papa Paulo V, Suárez escribió un tratado dedicado a los príncipes cristianos de Europa, titulado Defensio fidei contra catholicae anglicanae sectae errores, dirigido contra el juramento de fidelidad que Jacobo I de Inglaterra, rey anglicano, exigía a sus súbditos. 
En este tratado, Francisco Suárez sostiene que los reyes tienen derecho a exigir un juramento de fidelidad a sus vasallos, y estos están después obligados a cumplirlo, siempre que se pida de forma justa. Suárez reafirma de este modo la doctrina católica de la obligación de acatar la autoridad legítima, obligación que no se crea mediante el juramento, sino que simplemente se refuerza invocando a Dios como testigo de esa lealtad. Sin embargo, Suárez considera claramente ilícito que un rey —Jacobo I— obligue a sus súbditos a prometer obediencia al rey en cuestiones eclesiásticas con menoscabo de la autoridad de la Iglesia católica, pues estas cuestiones no son competencia del monarca, y resulta inaceptable para un católico la promesa de fidelidad religiosa a un rey cismático y hereje. Suárez considera que un juramento no puede ser «vínculo de injusticia» y que, en tal caso, el juramento es nulo y no obliga a nadie.
En cuanto a la licitud de rebelarse contra un tirano, Suárez distingue entre el caso de un rey legítimo que gobierna tiránicamente y el de un usurpador. Según Suárez, no es lícito el tiranicidio contra un rey legítimo salvo en caso extremo de legítima defensa, mientras que el usurpador, que carece de legitimidad de origen, puede ser derrocado e incluso muerto —si no hay otra manera de deponerlo— por la comunidad política, por acuerdo de los órganos representativos de la sociedad estamental del Antiguo Régimen. Suárez sostiene que cuando desaparece la autoridad legítimamente constituida, el poder retorna al pueblo, que conserva el poder de raíz, aunque carezca del poder formal mientras exista un rey legítimo. Sin embargo, Suárez considera que es un derecho la desobediencia civil contra las leyes injustas aunque procedan de un poder legítimo, puesto que tales leyes, al ser injustas, pierden el rango de ley.
Para Suárez, los príncipes herejes o paganos pueden ser legítimos, ya que el poder político corresponde al derecho natural. No obstante, no se debe obedecer al poder en todo lo que vaya en contra de los mandatos de la religión católica. Asimismo, afirma expresamente que la comunidad política (res pública) cristiana «está obligada a repeler al gobernante pagano cuando por razón de su poder se tema moralmente el peligro de la destrucción de la fe». Ahora bien, «no debe hacerlo con autoridad privada, sino pública, cuando por lo demás el príncipe tiene legítimamente derecho al reino». Suárez defiende también la potestad papal para desvincular a los súbditos de un príncipe cristiano de la obediencia debida, cuando dichos príncipes caen en herejía o apostasía.
La teoría política suareciana contempla la desobediencia y la resistencia civil ejercidas en defensa de la fe católica, pero también en orden a la consecución del bien común. 

#### Influencia en la Emancipación de los dominios españoles

##### Río de la Plata

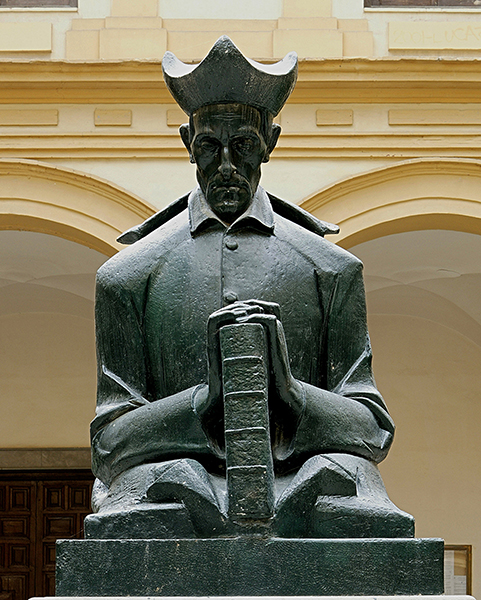
Monumento en honor a Francisco Suárez en Granada.

En la prehistoria de los movimientos políticos argentinos, se pueden mencionar las enseñanzas del padre Francisco Suárez, quien hablaba del origen de la autoridad y de la soberanía de los reyes de una forma algo diferente a la de las clásicas ideas despóticas que imperaban en la época. Acercándose en un cierto modo a lo que luego sería denominado como contrato social por el filósofo suizo Jean-Jacques Rousseau ya a mediados del siglo XVIII, Suárez elaboró una teoría sobre el origen del poder real llamada «doctrina de reversión» que posteriormente tendría una influencia clave en los movimientos revolucionarios rioplatenses de principios del siglo XIX. Aunque él también consideraba (coincidente aquí con las corrientes ideológicas absolutistas de aquellos años) que era de Dios de donde se originaba la soberanía necesaria para legitimar la dominación política, Suárez disintió con un aspecto clave de esta doctrina. Mientras que la teoría del absolutismo monárquico enunciaba que, ante la muerte de un soberano, el poder volvía a Dios y de allí derivaba nuevamente al nuevo rey (hijo del difunto), el padre expuso que en realidad, si bien la soberanía sí era de origen divino, de Dios derivaba en el pueblo, y era el pueblo el que delegaba este mismo poder al nuevo monarca. El rey le transmitía a su hijo la legitimidad para gobernar, pero es la gente que él gobierna quien le brindaba por mandato divino la soberanía necesaria para dicha tarea administrativa. De esta forma, no era Dios el único portador y otorgador del poder político que legitimaba al soberano, sino que en este caso la soberanía volvía siempre al pueblo, para desde ahí, dirigirse a su rey.
Estas eran sus ideas que, enseñadas en las universidades y colegios dirigidos por la Compañía de Jesús, chocaban con las ideas del despotismo ilustrado, relativas al origen directa y únicamente divino de la autoridad de los reyes. Fue así que los Borbones se empeñaron en acallar «la doctrina jesuita sobre el origen de la autoridad», expulsando a estos en 1767 de sus dominios, y un año después el rey Carlos III proscribió la tesis de Suárez, que es considerada una actualización de los pensamientos de Santo Tomás y Vitoria.
La emancipación la Nación Argentina estuvo influida por dos corrientes de pensamiento distintas:
- 1) La racionalista, laicista e iluminista de Voltaire que sustentó la filosofía política de la Revolución Francesa[23] y que influyó por ejemplo en el Dean Funes en Córdoba.[cita requerida]

- 2) Otra anterior, de inspiración cristiana, influida, por un lado, por la doctrina de Francisco Suárez[24] que pregonó que la autoridad es dada por Dios pero no al rey sino al pueblo[25] que fue aprendida en la Universidad jesuítica de Chuquisaca por los principales patriotas que impulsaron la Revolución de Mayo; y por otro, por el ejemplo de la Revolución estadounidense que, aunque tuvo otros orígenes, su lema nacional es In God we trust (en inglés: «En Dios confiamos»).[26]

Esta segunda corriente filosófico-política, al igual que la primera, influyó en el movimiento emancipador de 1810, las guerras de independencia, el período de la organización nacional (cuyo primer fruto fue la Constitución de 1853) tuvieron como protagonistas a más figuras del campo católico: Fray Cayetano Rodríguez, Pedro Ignacio de Castro Barros, fray Justo Santa María de Oro, Luis José de Chorroarín, Juan Ignacio Gorriti, Facundo Zuviría, Félix Frías, fray Mamerto Esquiú, Mariano José de Escalada, etc. A título de ejemplo el presidente del Congreso Constituyente de 1853, Facundo Zuviría (1793-1861), se autocalificaba «demócrata y cristiano» y señalaba que «sin principios religiosos, no hay libertad, ni justicia, ni sociedad estable».

##### Filipinas
Durante el siglo XIX en Filipinas, se dieron debates sobre el ejercicio del poder político y los límites de la soberanía del estado para evitar el absolutismo, siendo estos los "contractualistas" (influenciados por el calvinismo en la obra de Philippe Duplessis-Mornay) y los "populistas" (influenciados por la Escolástica Católica). Sin embargo, entre los "populistas" había disputas entre Tomistas (ortodoxos) y Suarezianos (heterodoxos):
- Los tomistas enseñaban que la soberanía era compartida entre el poder eclesiástico y el poder civil, amparados en ordenar la sociedad acorde al Bien común y perfeccionar a los individuos para que tengan las condiciones propicias para ser guiados hacia la salvación. Ante ello, el poder civil estaba subordinado al eclesiástico, pero garantizándose la armonía entre los 2 poderes, mientras que el poder estatal esta limitado según lo demande la libertad humana y la Justicia social, si no, se caería en tiranía.
- Los suarecianos, por su parte, enseñaban que la soberanía se arraigaba en la comunidad y jamás debía ejercerse de un modo despótico, porque si no, la sociedad tenía derecho a rebelión y destronar al tirano (siendo legítimo la posibilidad de Regicidio).

## Obras

### Completas
- Opera omnia. Venecia, 1740-1751, 23 vols. in folio; 2.ª ed. a cargo de Michel André y Charles Berton (1825-1866), crítica, con listas de variantes; añade la Theologiae R. P. Fr. Suarez, e societate Jesu, Summa seu compendium de las obras de Suárez impresa póstuma en 1732 por el jesuita belga François Noël, S. I. (1651-1729), más conocido como sinólogo, reimpresa en París por Jacques Paul Migne en 1858 en dos vols.; Parisiis: Petit-Montrouge, apud Ludovicum Vivès, 1856-1878, 26 vols. + 2 de índices.
- Obras del eximio doctor Francisco Suárez Madrid: La Editorial Católica (BAC), 1948, 1950, 3 tomos en dos vols.
  - Tomo I: Misterios de la Virgen Santísima y misterios de la infancia y vida pública de Jesucristo (Disputas 1 - 32). Trad. de Romualdo Galdós.
  - Tomo II: Pasión, Resurrección y Segunda Venida (Disputas 33 - 58)

### Sueltas
- De Incarnatione (1590-1592).
- Commentariorum ac Disputationum In tertiam partem divi Thomae. I, de Verbo Incarnato, Alcalá de Henares, 1590.
- Commentariorum ac Disputationum In tertiam partem divi Thomae. II, Mysteria vitae Christi, Alcalá de Henares, 1592.
- De sacramentis (1593-1603).
- Quaestio theologica utrum opera mortificata..., Salamanca, 1594.
- Commentariorum ac Disputationum In tertiam partem divi Thomae, III, De sacramentis in genere, Salamanca, 1595.
- Disputationes metaphysicae o Metaphysicarum Disputationum. Tomi duo, Salamanca, 1597. Existe una traducción moderna parcial: Introducción a la metafísica (1.ª. de las "Diputationes Metaphysicae"); versión castellana por J. Adúriz, S. I., introducción de Ismael Quiles S. I., Buenos Aires: Espasa-Calpe, 1943, 1954 y 1966 y Alicante: Biblioteca Virtual Miguel de Cervantes, 1999; hay una trad. completa en Madrid: Editorial Gredos (Biblioteca Hispánica de Filosofía), 1960-1966, 7 vols.: Las Disputaciones metafísicas, en las que se trata ordenadamente de toda la teología natural y se discute acerca de todas las cuestiones sobre los doce libros de Metafísica de Aristóteles / Metaphysicarum disputationem in quibus et universa naturalis theologia ordinate traditur, et quaestiones omnes ad duodecim Aristotelis libros pertinentes accurate disputantur Tomus prior, Tomus posterior. Trad. y ed. de Sergio Rábade Romeo, Salvador Caballero Sánchez y Antonio Puigcerver Zanón. Hay también una traducción compendiada: Disputaciones Metafísicas. Presentación de Sergio Rábade Romeo; Estudio preliminar de Francisco León Florido. Madrid: Editorial Tecnos, 2011.
- Varia opuscula theologica, Madrid, 1599.
- Commentariorum ac Disputationum In tertiam partem divi Thomae, IV, de Poenitentia, Coímbra, 1602.
- De censuris o Disputationum de censuris in communi, excommunicatione, suspensione et interdicto, itemque de irregularitate, Coímbra, 1604; se toma el título completo de la edición de Lyon de 1608.
- De Deo uno et trino, Lisboa, 1606.
- De divina substantia eiusque attributis (1606).
- De divina praedestinatione et reprobatione (1606).
- De sanctissimo Trinitatis mysterio (1606).
- De virtute et statu religionis S. I., I, Coímbra, 1608.
- De virtute et statu religionis S. I., II, Coímbra, 1609.
- Tractatus de legibus ac Deo legislatore, Coímbra, 1612, en diez libros. Traducido al castellano como Tratado de las leyes y de Dios legislador... por Jaime Torrubiano Ripoll, Madrid: edit. Reus, 1918-21, 11 vols. Hay edición bilingüe moderna: Tratado de las leyes y de Dios legislador. Madrid: Instituto de Estudios Políticos, 1967-1968, 6 vols., trad. de José Ramón Eguillor Muniozguren, S. I., e "Introducción general" por Luis Vela Sánchez S. I.:
  - Vol. 1 | La ley en general (1. I) - Leyes eterna y natural y derecho de gentes (1. II).
  - Vol. 2 | Ley civil (1. III) y ley canónica (1. IV).
  - Vol. 3 | Variedad de leyes; leyes penales y odiosas (I. V).
  - Vol. 4 | Interpretación, cambio y cese de la ley (1. VI) - La costumbre (1. VII).
  - Vol. 5 | Los privilegios (1. VIII).
  - Vol. 6 | Antiguo Testamento (1. IX) y Nuevo Testamento (1. X)
- Defensio fidei catholicae, Coímbra, 1613. Hay versión bilingüe moderna: Defensa de la Fe Católica y Apostólica contra los errores del Anglicanismo. Reproducción anastática de la edición príncipe de Coimbra 1613. Versión Española por José Ramón Eguillor Muniozguren. Con una introducción General por el Ilmo. Sr. D. Francisco Álvarez Álvarez. Madrid, Instituto de Estudios Políticos, 1970-1971, 4 vols.
  - Volumen III. Libro IV. La inmunidad eclesiástica o exención de los clérigos respecto de la jurisdicción de los príncipes temporales, 1971.
- De gratia, pars prima. De gratia, pars tertia Coímbra, 1619.
- De angelis, Lyon, 1620.
- De triplici virtute theologica: Fide, Spe et Charitate, Coímbra, 1621.
- De opere sex dierum. De anima, Lyon, 1621. Hay edición crítica bilingüe moderna del De anima: Commentaria una cum quaestionibus in libros Aristotelis De anima = Comentarios a los libros de Aristóteles Sobre el alma por Salvador Castellote, Madrid: Sociedad de Estudios y Publicaciones / Lábor, 1978, 1981 y 1992, 3 vols.
- De statu religionis S. I., III, Lyon, 1624.
- De religione S. I., IV, Lyon, 1625. Hay traducción moderna de la obra completa: Los ejercicios espirituales de San Ignacio de Loyola: una defensa. Traducido con introducción y notas de Josep Giménez Melià. Bilbao: Ediciones Mensajero, 2003.
- De ultimo fine hominis ac beatitudine, Lyon, 1628.
- De gratia pars secunda, Lyon, 1651.
- De vera intelligentia auxilii eficacis, Lyon, 1655.
- R. P. Francisci Suaresii Opuscula sex inedita nunc primum ex codicibus Romanis, Lugdunensibus ac propriis eruit et praefationibus instruxit Joannes Baptista Malou: Omnium operum Tom. XXIV. Bruxelles: Greuse, 1859; 2.ª ed. París/ Tournai, Casterman, 1861.

## Influencia
Las contribuciones de Suárez a la metafísica y la teología ejercieron una influencia significativa sobre la teología escolástica de los siglos XVII y XVIII entre los católicos y los protestantes.
Gracias en parte a la fuerza de la orden jesuita de Suárez, sus Disputationes Metaphysicae fueron ampliamente enseñadas en las escuelas católicas de España, Portugal e Italia. También se extendió desde estas escuelas a muchas universidades luteranas en Alemania, donde el texto fue estudiado especialmente por aquellos que favorecían a Melanchthon en lugar de la actitud de Lutero hacia la filosofía. En varias universidades luteranas del siglo diecisiete, las Disputationes sirvieron como libro de texto en filosofía. De manera similar, Suárez tuvo una gran influencia en la tradición reformista de las escuelas alemanas y neerlandesas tanto para la metafísica como para el derecho, incluido el derecho internacional. Su trabajo fue altamente elogiado, por ejemplo, por Hugo Grotius (1583-1645).
Su influencia es evidente en los escritos de Bartholomaeus Keckermann (1571-1609), Clemens Timpler (1563-1624), Gilbertus Jacchaeus (1578-1628), Johann Heinrich Alsted (1588-1638), Antonius Walaeus (1573-1639) y Johannes Maccovius (Jan Makowski; 1588-1644), entre otros Esta influencia fue tan penetrante que en 1643 provocó que el teólogo calvinista neerlandés Jacobus Revius publicara un libro en respuesta: Suarez repurgatus. El De legibus de Suárez fue citado entre los mejores libros sobre derecho por el puritano Richard Baxter, y el jurista Matthew Hale, amigo de Baxter, se basó en él para su teoría del derecho natural. Arthur Schopenhauer escribió sobre él:

Las Disputationes Metaphysicae de Suárez [son] un verdadero compendio de toda la sabiduría escolástica, donde hay que estudiarla antes que en las charlatanerías sin fin de los ineptos profesores alemanes de filosofía, quintaesencia del aburrimiento y de la vulgaridad.

## Biografías y bibliografías
La biografía más autorizada de Suárez es la escrita en francés por Raoul de Scorraille, François Suárez de la Compagnie de Jesus, París: Lethielleux, 1912-13, 2 vols. A ratos hagiográfica, pero útil, es la biografía en inglés de Joseph H. Fichter Man of Spain: A Biography of Francis Suárez (New York: Macmillan, 1940). Es útil consultar, de Carlos Larrainzar Una introducción a Francisco Suárez (Pamplona: Ediciones Universidad de Navarra, 1977). La mejor bibliografía de ediciones de Suárez es la de Francisco de Pablo Solá Suárez y las ediciones de sus obras: monografía bibliográfica con ocasión del IV centenario de su nacimiento, 1548-1948 (Barcelona: Editorial Atlántida, 1949), pero no incluye ediciones recientes. En cuanto a la bibliografía sobre Suárez, es inabarcable y demasiado extensa para recogerla aquí, pero puede verse una aproximación reciente a través de la base de datos Scholasticon.

## Crítica

### Desde los filósofos modernos
Las opiniones de Suárez sobre el origen humano del orden político, y su defensa del tiranicidio que emana de la disidencia popular fueron fuertemente criticadas por el filósofo inglés Robert Filmer en su obra Patriarcha, o el Poder Natural de los Reyes. Filmer creía que los calvinistas y los "papistas" como Suárez eran oponentes peligrosos del derecho divino de los reyes, legitimado por la supremacía de los padres sobre su descendencia, que según Filmer podría remontarse a Adán.

### Desde la escolástica católica
En la escuela tomista se han dado críticas a Francisco Suárez por parte de autores como Cornelio Fabro, Christian Ferraro y Agustín Echevarría. Se arguye que con Cornelio Fabro se redescubrió la doctrina del esse en Santo Tomás, donde se considera completamente erróneo identificar el esse (ser) como existentia (existencia); aquella errónea concepción habría sido asumida en las tesis de Francisco  Suárez; y más lejos aún, negaría que la existencia y la esencia pudieran distinguirse realmente, poniéndose así en oposición incluso respecto del tomismo tradicional. Mientras que para el tomismo intensivo, el esse es un acto intensivo, dotado de una doble emergencia, a saber, formal y real, de tal modo que con respecto a él la esencia se configura como potencia.

“Sin embargo, esta terminología, como las anteriores a las que está íntimamente ligada, revela la trampa y el equívoco de la inclinación formalista. Sin ofender a los tomistas contemporáneos que todavía la defienden, esta terminología encaja perfectamente, como veremos, con la posición contraria sostenida por Henri de Gand, los albertistas, Suárez y sus discípulos...”
Cornelio Fabro

Comenta Eudaldo Forment al respecto de la concepción suarista del ser: 
Sostienen Leopoldo Prieto López, Jesús Villagrasa y Sameer Advani que Suárez habría tomado fundamentalmente la idea del esencialismo metafísico, consistente en la afirmación de que "todo ente es tal por su ser de esencia, que lo constituye como posible." Y, tomado de Enrique de Gante y Duns Escoto, Suárez habría tomado la idea de que la materia tiene un ser propio, independiente de la actualidad que recibe de la forma sustancial. Así, la atribución de un acto de ser a la materia y su precario modo de unión con la forma anticiparía el dualismo cartesiano; a su vez, el debilitamiento de la unidad sustancial (entre la materia y la forma del Hilemorfismo) desembocaría en un debilitamiento de la unión entre la substancia y los accidentes, anticipando el fenomenismo kantiano. Por su parte, tanto la reducción del ente a la esencia y de la existencia a mero estado, como la desaparición de la potencia real (actualismo), anticiparían también tendencias fundamentales del racionalismo moderno. Lo que concluiría, según Paul Gerard Horrigan, que el decir que los accidentes tienen un acto de ser propio (como lo hizo Suárez) socavaría la unidad del compuesto sustancia-accidentes (es decir, una sustancia y una sola sustancia que tiene sus propios accidentes). También conviene recordar que la sustancia es ser (ens) en sentido estricto. Los accidentes sólo lo son por estar soportados por su sustrato o soporte que es la sustancia. Así, sólo la sustancia debe llamarse propiamente ser; los accidentes en cambio son algo perteneciente a un ser (ens). Ergo, el acto de ser (esse), en el razonamiento escolástico tradicional, pertenece propiamente al sujeto de los accidentes, que es la sustancia. Los accidentes también lo son, pero lo son en razón del acto de ser que pertenece a la sustancia. Es sólo la sustancia que es en el sentido propio del término. Entonces, entre los que negasen que Santo Tomás haya defendido alguna vez la distinción real entre esencia y acto de ser en los seres finitos, se encuentran M. Chossat, P. Descoqs, y el jesuita Francis Cunningham, quienes trabajan bajo la influencia del esencialismo suarista. Sin embargo, el propio Suárez admite que Santo Tomás ostentaba la verdadera distinción, lo que, a pesar de ello, niega. Siendo entonces la composición esencia/ser mucho más acorde con la doctrina tomasiana que el distinguir entre la cópula esencia/existencia en el suarecismo.
En cuanto Agustín Echevarria, en un estudio sobre la doctrina suareciana del conocimiento divino de los futuros libres condicionados, él culmina con una crítica al planteamiento suareciano, por considerar que, al dar una primacía ontológica a la posibilidad sobre la actualidad, devalúa la radicalidad causal de la libertad creada existente. Por otro lado, Szilárd Tattay (Pázmány Péter Catholic University), aborda el problema interpretativo de determinar si la concepción suareciana de la ley natural está más cerca de una suerte de voluntarismo, o si, por el contrario, al conceder lo esencial de la posición intelectualista de Gabriel Vázquez, es más bien un precursor de la teoría secularizada de la ley natural propuesta por el racionalismo moderno. Sea como fuera el caso, el razonamiento suareciano podría generar paradojas ideológicas en su filosofía política por dicha suerte voluntarista, pues, según José Ángel García Cuadrado (Universidad de Navarra), la tesis iusnaturalistas de Suárez podrían generar argumentos tanto a favor como en contra de la independencia de países frente a casos como el de Portugal con la Monarquía Hispánica (ya sea alegando que se trata de un caso legítimo de usar la voluntad de poder en desobediencia a un poder tiránico, como también que el carácter teleológico de dichas acciones tienen un carácter intrínsecamente malo a nivel de legalidad con los derechos naturales de un reino constituido legítimamente).
A partir de estos motivos, entre otros varios, se entiende que la tradición tomista, independientemente de la divergencia entre sus ramas, vean en Suárez es un heraldo remoto y accidental del racionalismo.César Félix Sánchez Martínez recoge incluso, que se le culpa de haber generado un iusnaturalismo etsi Deus non daretur y con coincidencias a ilustrados como Grocio y Pufendorf, de haber enseñado equívocamente la primacía del derecho subjetivo por sobre la concepción del derecho como orden metafísico, de corifeo del laxismo molinista por Pascal, e incluso de ser una influencia fundamental para la independencia hispanoamericana, independencias que rompieron con la tradición jurídica católica en favor del Constitucionalismo Liberal y sus tendencias secularistas.[cita requerida]

En esta misma línea, concluye Néstor Martínez Valls:
Desde el punto de vista del conocimiento, Suárez imprime una revalorización del papel activo del sujeto en el conocimiento, anunciando el giro subjetivista de Descartes o Kant. Su metafísica abre la puerta al esencialismo de Leibniz y al idealismo del siglo XIX. Tal dependencia indirecta del pensamiento moderno por parte de la escolástica tardía y decadente (de la que provendría Suárez como miembro de la Escuela de Salamanca) ha sido afirmada por los tomistas contemporáneos sobre la base de que la escolástica de la era barroca está de hecho, en parte, conectada con las escuelas nominalistas de los siglos XIV y XV, cuya caída inconsciente en el formalismo y en el fideísmo absolutos se expresa cuando autores como Descartes, Spinoza, Leibniz, Wolff, Schopenhauer o Heidegger (todos críticos del escolasticismo) solían ser lectores de obras de segundo-escolásticos de renombre como Toledo, Pereira, Fonseca, Suárez y los Conimbricenses. Una historiografía católica más atenta al significado de las diferencias de fondo, no tendría dificultad en poner de relieve que el pensamiento moderno probablemente no se habría desencadenado con fuerza durante la Ilustración Española e Hispanoamericana, si el campo del pensamiento tomista de la escolástica no hubiera estado minado anteriormente. De hecho, desde 1550 hasta 1650, un estrecho vínculo unió a los escolásticos españoles (como Francisco Suárez) con lo que hemos llamado el espíritu de la filosofía moderna. En su filosofía política, se abren nuevas perspectivas encontradas, donde se le acusa de haber caído accidentalmente en tendencias modernistas y proto-liberales que serían condenadas por la Iglesia católica en su Doctrina Social. Aunque también malentendidas por seguidores de la Escuela austriaca para adjudicarse un individualismo que no hay en Suárez.[cita requerida]